# Pier Francesco da Viterbo
Pier Francesco da Viterbo (* um 1470 in Viterbo; † ca. 1535 in Florenz) war ein italienischer Architekt der Renaissance. Er erwarb sich einen Namen als Festungsarchitekt.

## Leben

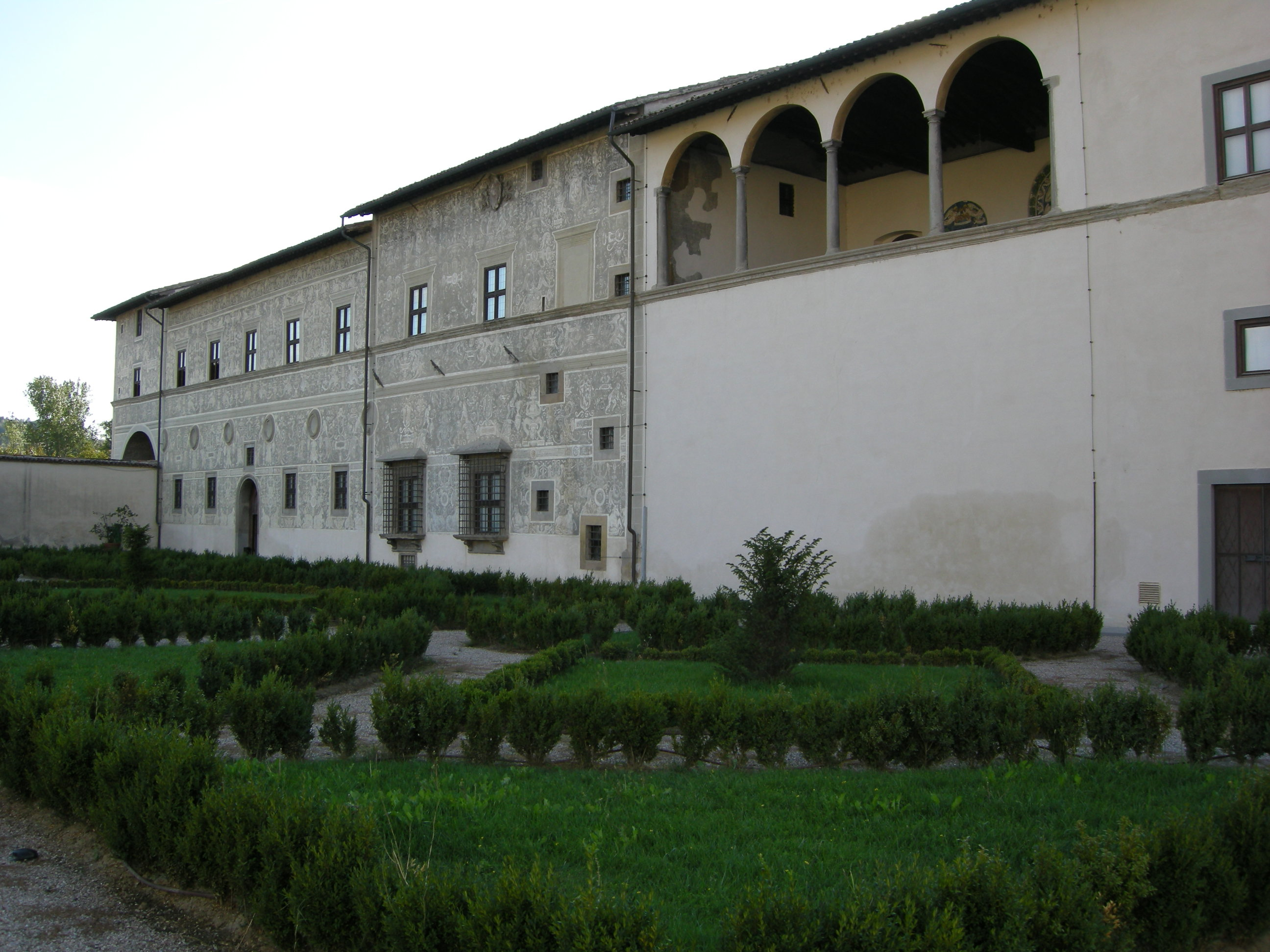
Palazzo Vitelli alla Cannoniera

Da Viterbo stand zunächst im Dienst von Papst Clemens VII. Ab 1525 leitete er den Bau der Landbefestigungen von Venedig. Weiter wirkte er beim Bau der Befestigungen von Verona, Lodi und Padua mit. Seit 1534 war er in Florenz mit der Errichtung der Fortezza da Basso beschäftigt. In der Folge war er bei den Befestigungen von Pesaro und Senigallia tätig. Dabei arbeitete er mehrmals mit Antonio da Sangallo dem Jüngeren zusammen. Anschließend trat er in den Dienst von Papst Paul III.

## Hauptwerke
- Palazzo Vitelli alla Cannoniera in Città di Castello
- Fortezza da Basso in Florenz

beide zusammen mit Antonio da Sangallo.